# Saison 1 d'Austin et Ally
 (avril 2014).
Chronologie
Saison 2
Cet article présente les épisodes de la première saison de la série télévisée américaine Austin et Ally.
Composée de 19 épisodes, elle a été diffusée aux États-Unis du 2 décembre 2011 au 9 septembre 2012 sur Disney Channel

## Épisodes

### Épisode 1:La Rencontre
- États-Unis : 2 décembre 2011
- France,  Suisse,  Belgique : 20 mars 2012

### Épisode 2:Une histoire de kangourou
- États-Unis : 4 décembre 2011
- France,  Suisse,  Belgique : 11 avril 2012

### Épisode 3:Le Petit Livre des secrets
- États-Unis : 11 décembre 2011
- France,  Suisse,  Belgique : 18 avril 2012

### Épisode 4:Atomes crochus
- États-Unis : 8 janvier 2012
- France,  Suisse,  Belgique : 25 avril 2012

### Épisode 5:Blogueuse et papillons
- États-Unis : 15 janvier 2012
- France,  Suisse,  Belgique : 2 mai 2012

### Épisode 6:Le Choix d'Austin
- États-Unis : 22 janvier 2012
- France,  Suisse,  Belgique : 8 mai 2012

### Épisode 7:La Guerre des agents
- États-Unis : 29 janvier 2012
- France,  Suisse,  Belgique : 8 mai 2012

### Épisode 8:Les Quinze Ans de Trish
- États-Unis : 19 février 2012
- France,  Suisse,  Belgique : 8 mai 2012

### Épisode 9:Panique sur les ondes
- États-Unis : 26 février 2012
- France,  Suisse,  Belgique : 8 mai 2012

### Épisode 10:Basket, records et quiproquos
- États-Unis : 4 mars 2012
- France,  Suisse,  Belgique : 8 mai 2012

### Épisode 11:Garde à vue
- États-Unis : 11 mars 2012
- France,  Suisse,  Belgique : 5 septembre 2012

### Épisode 12:Ally et sa bonne étoile
- États-Unis : 25 mars 2012
- France,  Suisse,  Belgique : 12 septembre 2012

### Épisode 13:Le Voleur du centre commercial
- États-Unis : 15 avril 2012
- France,  Suisse,  Belgique : 19 septembre 2012

### Épisode 14:Tout pour une tablette
- États-Unis : 22 avril 2012
- France,  Suisse,  Belgique : 26 septembre 2012

### Épisode 15:La Peur des parasols
- États-Unis : 20 mai 2012
- France,  Suisse,  Belgique : 3 octobre 2012

### Épisode 16:Austin est amoureux
- États-Unis : 17 juin 2012
- France,  Suisse,  Belgique : 10 octobre 2012

### Épisode 17:Austin & Ally sont sur un bateau...
- États-Unis : 15 juillet 2012
- France,  Suisse,  Belgique : 17 octobre 2012

### Épisode 18:Sans voix
- États-Unis : 19 août 2012
- France,  Suisse,  Belgique : 24 octobre 2012

### Épisode 19:Album et audition
- États-Unis : 9 septembre 2012
- France,  Suisse,  Belgique : 31 octobre 2012